# Wolfgang von Niessen
Wolfgang von Niessen (* 23. Januar 1941 in Wuppertal) ist ein deutscher theoretischer Chemiker und Hochschullehrer.

## Leben
Wolfgang von Niessen studierte Chemie an der  Technischen Universität Karlsruhe und an der Cornell University. In Karlsruhe wurde er im Corps Saxonia aktiv und 1961 recipiert. Mit einer Arbeit zum Thema Some Probability Functions of Non-Equilibrium Hard-Disc Models erlangte er an der Cornell University den Master of Science. Anschließend kehrte er nach Deutschland zurück und wurde nach einer wissenschaftlichen Tätigkeit am Max-Planck-Institut für Physik und Astrophysik bei Heinzwerner Preuß und Geerd Diercksen 1970 an der Technischen Universität München bei Friedrich Dörr mit einer Dissertation zum Thema Eine Theorie von Molekülen in Molekülen (Ansatz der Molekülfragmente) zum Dr. rer. nat. promoviert. In der Folge arbeitete er über quantenchemische Themen bei Enrico Clementi am Forschungszentrum der IBM in San José, Geerd Diercksen am Max-Planck-Institut für Physik und Astrophysik und G. Ludwig Hofacker am Lehrstuhl für Theoretische Chemie der Technischen Universität München. Seine Arbeit über die numerische Umsetzung und Anwendung der Theorie der Greenschen Funktion zur Berechnung der Photoelektronenspektren im äußeren und inneren Valenzbereich führte ihn zusammen mit L. S. Cederbaum, W. Domcke und J. Schirmer. 1976 habilitierte er sich an der Technischen Universität München mit einer Arbeit über das Thema On a Green's Function Method for the Calculation of Ionization Potentials. 1978 wurde er auf die Professur für Theoretische Chemie an der Technischen Universität Braunschweig berufen, die er bis zu seiner Pensionierung im Jahr 2004 innehatte.
Seine Forschungsschwerpunkte waren Quantenchemie, Berechnung von Photoelektronenspektren im äußeren und inneren Valenzbereich durch Anwendung der Methode der Greenschen Funktionen, die Untersuchung ungeordneter Festkörper mit Anwendungen auf Quantenperkolation, elektronische und Photonenstruktur von amorphem Silicium und der Ursprung des Metall-Isolator-Überganges bei Wolframbronzen. Ein weiteres Hauptarbeitsgebiet war die Simulation von chemischen Oberflächenreaktionen sowie die Untersuchung von Chaos und nichtlinearen Phänomenen, z. B. der stochastischen Resonanz.

## Schriften
Aus seiner Forschungsarbeit resultierten mehr als 280 wissenschaftliche Publikationen.